# Ruth Klüger
Ruth Susan Klüger — née le 30 octobre 1931 à Vienne (Autriche) et morte le 5 octobre 2020 à Irvine (Californie),, — est une écrivaine et universitaire américaine d'origine autrichienne.

## Biographie
Ruth Klüger est née à Vienne le 30 octobre 1931 dans une famille juive « émancipée mais non assimilée », ainsi qu'elle la décrit elle-même.
Son père, Viktor Klüger est né le 21 janvier 1899 à Vienne. Issu d'une famille pauvre, il est gynécologue et pédiatre. Sa mère, Alma Kluger née Gredinger, d'origine bourgeoise a un fils, Jiri (Georg en allemand) d'un précédent mariage avec un tchèque.
Après l'Anschluss, son père ne peut avoir que des patients juifs. Il est arrêté pour avoir illégalement fait avorter une patiente non-juive, sans moyens, qui le suppliait de l'aider. Libéré, il se réfugie en France.
Il est arrêté à Nice. Il est déporté par le Convoi No. 73, en date du 15 mai 1944 de Drancy vers Kaunas/Reval. Il est âgé de 45 ans.
Les premiers souvenirs de Ruth sur le monde extérieur sont liés à l'antisémitisme. En 1942, âgée de 11 ans, elle a été déportée avec sa mère à Theresienstadt, puis en 1944 à Auschwitz où elle échappe à la mort. Elle est ensuite transférée dans le camp de travail de Christianstadt en Basse-Silésie, camp de travail annexe de Gross-Rosen. En février 1945, pendant l'évacuation du camp, Ruth Klüger et sa mère parviennent à s'enfuir. Elles se réfugient en Bavière, puis émigrent en 1947 aux États-Unis, où Ruth Klüger poursuit ses études à New York puis à l'université de Californie à Berkeley.
En 1980, elle devient professeur à l'université de Princeton et a enseigné par la suite dans plusieurs universités américaines. Elle a été également pendant plusieurs années professeur invité à l'université de Göttingen en Allemagne. Elle est une spécialiste reconnue de la littérature allemande. Un jour, à Göttingen, elle est renversée par un cycliste dans la Judenstrasse (rue des Juifs). Le traumatisme de la chute réveille ceux de sa jeunesse : « Je crois qu’il me poursuit [verfolgt], veut me renverser, vif désespoir, une lumière dans la nuit, son phare, métallique, comme un projecteur sur du fil barbelé, je veux me défendre, le repousser, les deux bras tendus, l’impact, l’Allemagne, un moment semblable à un combat à mains nues, cette lutte que je perds, du métal, l’Allemagne encore, qu’est-ce que je fais ici, pourquoi suis-je venue, suis-je seulement jamais partie ? » (p. 272)

Cela déclenche en elle un retour vers le passé qui aboutit à la rédaction de son témoignage en 1992 Weiter leben (Continuer à vivre), traduit en français en 1997 sous le titre Refus de témoigner, autobiographie et livre de réflexions sur la déportation, dont le thème principal est le refus de voir son identité réduite à la catégorie d'ancienne déportée, ainsi que la critique des stéréotypes engendrés par la mémoire de la déportation.
Ruth Klüger a reçu de nombreux prix littéraires, dont, en France, le prix Mémoire de la Shoah (1998) et en Autriche, le prix Theodor Kramer (de) (2011).

## Œuvres
- (de) Katastrophen. Über deutsche Literatur, Göttingen 1993, rééd. 2012  (ISBN 3835304844)
- (de) Frauen lesen anders. Essays (Munich 1996).
- (de) Von hoher und niedriger Literatur (Göttingen 1996).
- Refus de témoigner : une jeunesse (en), éd. Viviane Hamy, Paris, 1997  (ISBN 2-87858-172-5) traduction (par Jeanne Étoré) de Weiter leben. Eine Jugend (Göttingen 1992).
- (de) Dichter und Historiker. Fakten und Fiktionen (Vienne 2000).
- (de) Schnitzlers Dramen. Weiber, Mädeln, Frauen (Vienne 2001).
- (de) Unterwegs verloren, Paul Zsolnay Verlag, Vienne, 2008 - traduction française Chantal Philippe et Jean-Léon Muller pour les poèmes, Perdu en chemin, Viviane Hamy, Paris, 2010, 233 p., relié  (ISBN 978-2-87858-308-3).